# Arrhopalites altus
Arrhopalites altus är en urinsektsart som beskrevs av Christiansen 1966. Arrhopalites altus ingår i släktet Arrhopalites och familjen Arrhopalitidae. Inga underarter finns listade i Catalogue of Life.